# 初戀Action!
《初戀Action!》（英語：First Love Again）是香港MakerVille製作的戀愛真人騷節目，由卓韻芝及梁祖堯主持，於2023年6月5日至23日，逢星期一至五22:30 - 23:00在ViuTV播出，並由「Blue Insurance」呈獻。

## 每集一覽
| 集數   | 播映日期 | 主題         | 藝人嘉賓 |
| 2023年 |          |              | |
| 1      | 6月5日   | 第一次初戀   | 徐㴓喬、李蔓瑩、 林耀聲、楊天宇、 薛晉寧、吳啟洋 @P1X3L                                                      |
| 2      | 6月6日   | 表白好時機   | 徐㴓喬、李蔓瑩、 林耀聲、楊天宇、 薛晉寧、吳啟洋 @P1X3L                                                      |
| 3      | 6月7日   | 心動初吻     | 徐㴓喬、李蔓瑩、 林耀聲、楊天宇、 薛晉寧、吳啟洋 @P1X3L                                                      |
| 4      | 6月8日   | 戀人的磨合期 | 徐㴓喬、李蔓瑩、 林耀聲、楊天宇、 薛晉寧、吳啟洋 @P1X3L                                                      |
| 5      | 6月9日   | 再見我的初戀 | 徐㴓喬、李蔓瑩、 林耀聲、楊天宇、 薛晉寧、吳啟洋 @P1X3L                                                      |
| 6      | 6月12日  | 青澀的第一次 | 葛綽瑤、許寶恆、 霍哥、余德丞、 吳林峰、Thomas Windle                                                        |
| 7      | 6月13日  | 狂蜂浪蝶     | 葛綽瑤、許寶恆、 霍哥、余德丞、 吳林峰、Thomas Windle                                                        |
| 8      | 6月14日  | 女人最痛     | 葛綽瑤、許寶恆、 霍哥、余德丞、 吳林峰、Thomas Windle                                                        |
| 9      | 6月15日  | 道歉與陪伴   | 葛綽瑤、許寶恆、 霍哥、余德丞、 吳林峰、Thomas Windle                                                        |
| 10     | 6月16日  | 給我安全感   | 葛綽瑤、許寶恆、 霍哥、余德丞、 吳林峰、Thomas Windle                                                        |
| 11     | 6月19日  | 一見鍾情     | 王君馨、陳泳伽 @ COLLAR、 徐浩昌、ANSONBEAN 陳毅燊、 黃奕晨、周祉君 （備註：互動劇場由王頌茵代王君馨演出。） |
| 12     | 6月20日  | 戀愛2選1     | 王君馨、陳泳伽 @ COLLAR、 徐浩昌、ANSONBEAN 陳毅燊、 黃奕晨、周祉君 （備註：互動劇場由王頌茵代王君馨演出。） |
| 13     | 6月21日  | 遠距離戀愛   | 王君馨、陳泳伽 @ COLLAR、 徐浩昌、ANSONBEAN 陳毅燊、 黃奕晨、周祉君 （備註：互動劇場由王頌茵代王君馨演出。） |
| 14     | 6月22日  | 男友力MAX！  | 王君馨、陳泳伽 @ COLLAR、 徐浩昌、ANSONBEAN 陳毅燊、 黃奕晨、周祉君 （備註：互動劇場由王頌茵代王君馨演出。） |
| 15     | 6月23日  | 求婚         | 王君馨、陳泳伽 @ COLLAR、 徐浩昌、ANSONBEAN 陳毅燊、 黃奕晨、周祉君 （備註：互動劇場由王頌茵代王君馨演出。） |

## 外部連結
- ViuTV：初戀Action!（節目重溫） （页面存档备份，存于）

## 電視節目的變遷
| 香港 ViuTV 星期一至五 22:30－23:00                | 香港 ViuTV 星期一至五 22:30－23:00            | 香港 ViuTV 星期一至五 22:30－23:00 |
| ------------------------------------------------- | --------------------------------------------- | ---------------------------------- |
|                                                   | 初戀Action! （2023年6月5日－2023年6月23日）   |                                    |
| 韓國留學Day Day晴 （2023年5月15日－2023年6月2日） | 入島日本喇 ! （2023年6月26日－2023年7月14日） |                                    |